# Гонатозигові
Гонатозигові — одна з чотирьох родин зелених водоростей Charophyte в порядку Desmidiales.

## Роди
Станом на лютий 2022 року AlgaeBase прийняв два роди:
- Genicularina Molinari & Guiry
- Gonatozygon De Bary (syn. Leptocystinema)[3]